# Conrad Ferdinand Meyer
Conrad Ferdinand Meyer (11. října 1825 Curych – 28. listopadu 1898 Kilchberg u Curychu) byl švýcarský spisovatel a básník. Tvořil zejména historické novely, romány a lyriku. Spolu s Gottfriedem Kellerem a Jeremiasem Gotthelfem patří k hlavním postavám švýcarské literatury 19. století.

## Život
Pocházel z patricijské rodiny. Stejně jako jeho matka, která si vzala život, trpěl duševními problémy a léčil se s depresemi. Literární dráhu začal jako překladatel z francouzštiny, první svazek básní vydal roku 1864. První větší úspěch mu roku 1872 přineslo vydání cyklu básní Huttens letzte Tage (Huttenovy poslední dny) o humanistovi Ulrichovi von Hutten. Roku 1875 se Meyer oženil s Luise Zieglerovou, dcerou curyšského primátora, což posílilo jeho společenské postavení. Trpěl však tím, že jeho manželka žárlila na jeho sestru Betsy, k níž měl Meyer silný citový vztah a jež mu pomáhala v jeho literární práci. Roku 1888 se začalo zhoršovat Meyerovo zdraví a roku 1892 se psychicky zhroutil, takže již nebyl až do konce života schopen literární tvorby.

## Fotogalerie

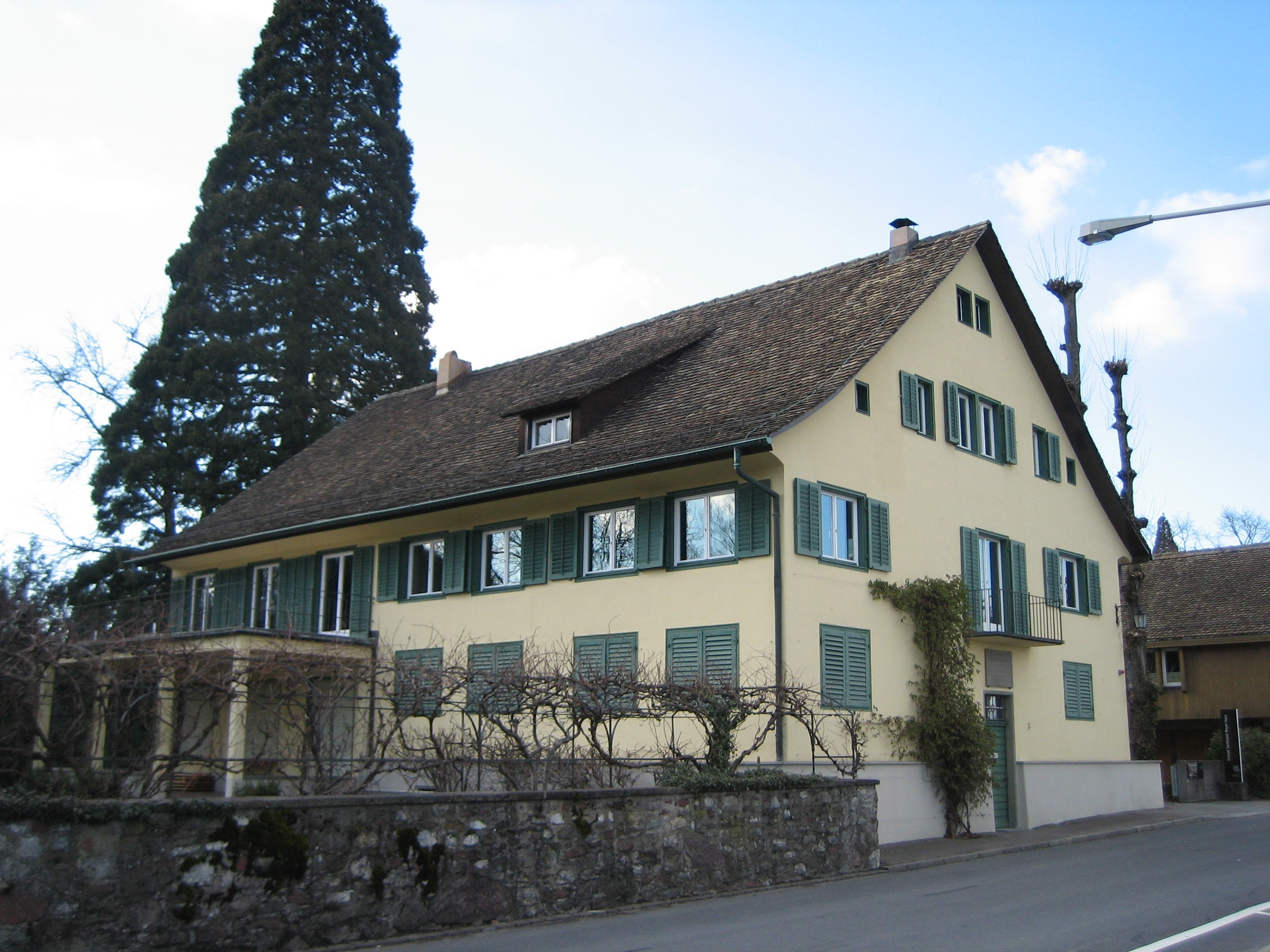
Dům C. F. Meyera ve švýcarském Kilchbergu
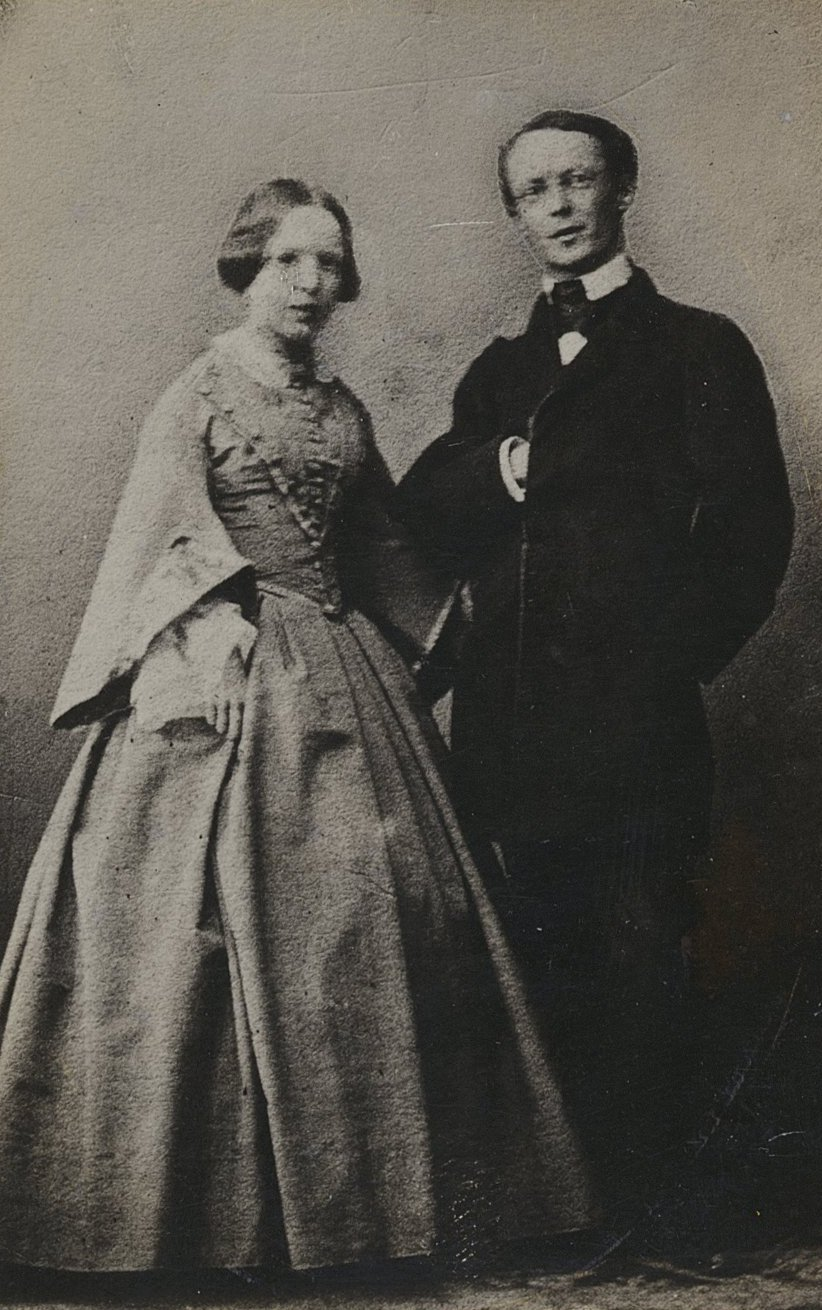
C. F. Meyer se sestrou Betsy (1831–1912) z roku cca 1855
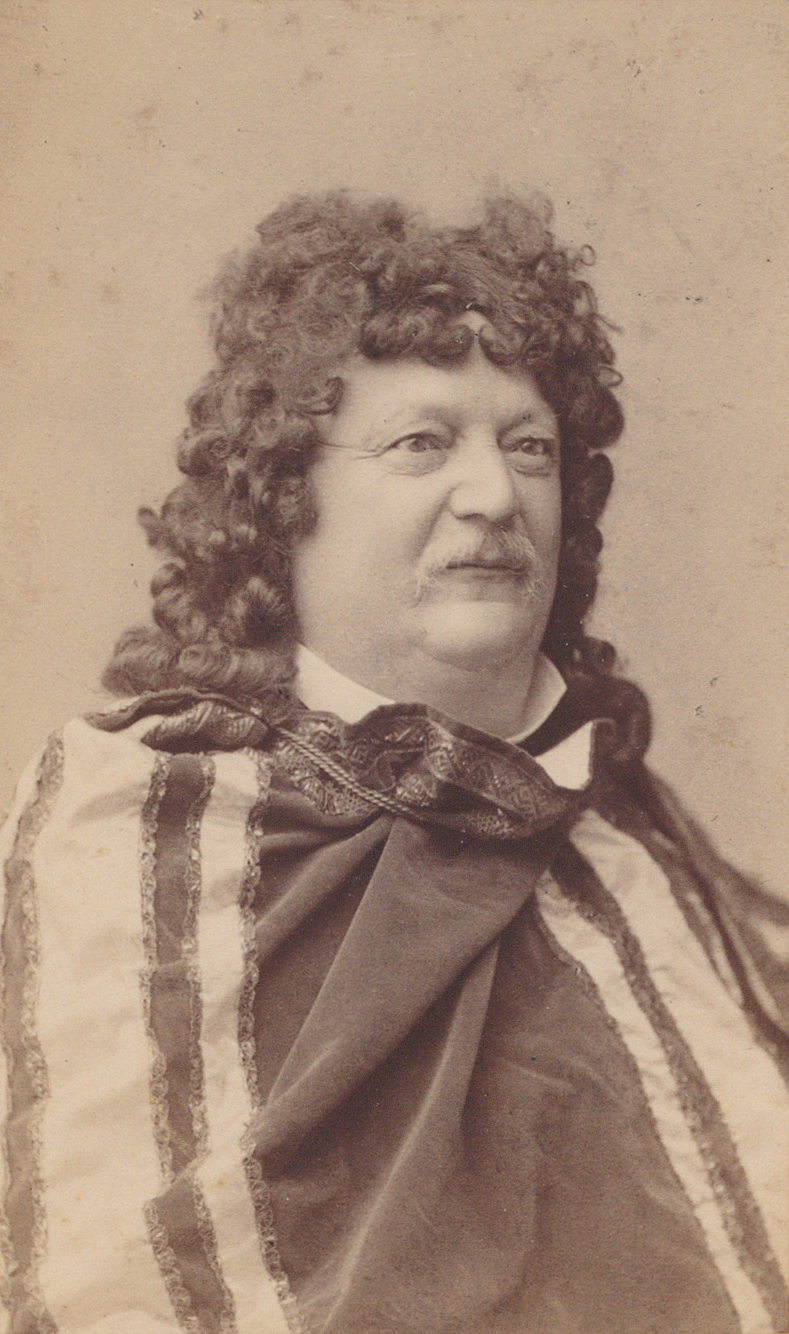
C. F. Meyer v kostýmu (1883)
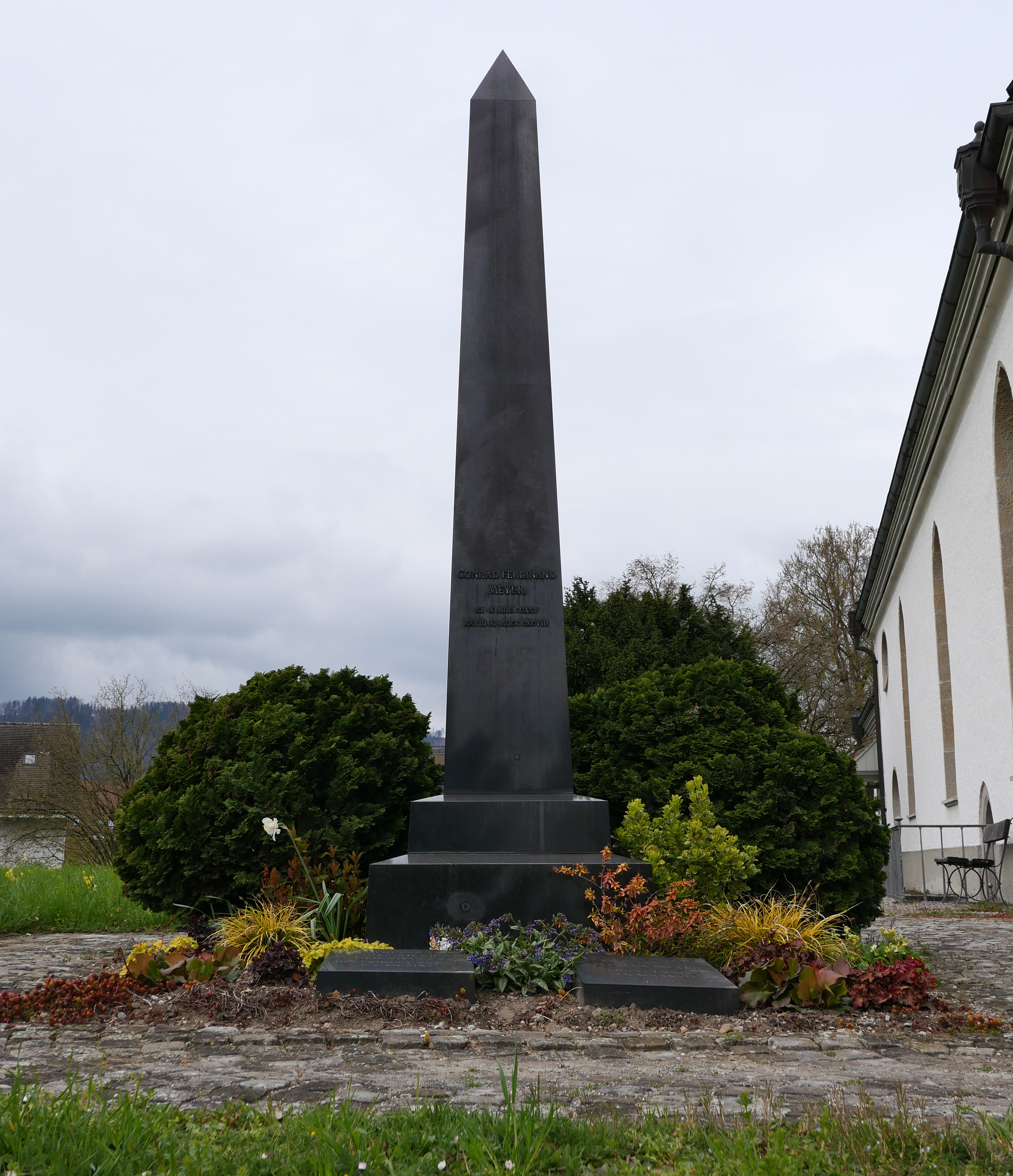
Rodinný hrob v Kilchbergu.